# 2022年马尔康地震
2022年马尔康地震，指自当地时间6月9日20时51分左右起在四川阿坝州马尔康市发生的群震型地震。本条目主要介绍发生在当地时间6月10日01时28分位于四川阿坝州马尔康市（北纬32.25度，东经102.94度）震源深度为13千米的6.0级地震。

## 地震
据中国地震台网正式测定，自当地时间6月9日20时51分起在四川阿坝州马尔康市发生多起2.5级以上地震，震级最大的为发生在当地时间6月10日01时28分，震源深度为13千米的6.0级地震，其最高烈度为8度。专家称自本次地震发生起几日内发生更大地震的可能性不大。
截至6月14日23时59分，四川省地震局记录到该区域地震次数共2267次，其中，6.0级地震1次，5.0-5.9级地震2次，4.0-4.9级地震4次，3.0-3.9级地震7次，3级以下地震2253次。

## 受灾情况
此次群震造成直接经济损失约20.05亿元，马尔康市、壤塘县、阿坝县、红原县、金川县5个县（市）、68个乡（镇）的113950人受灾，6名群众受伤。

## 应急救援
地震波抵达前，距震中53千米的马尔康市，距震中246千米的康定，距震中272千米的德阳市，距震中274千米的成都市，距震中275千米的雅安市，都提前收到了ICL地震预警技术系统发出的地震预警，大量民众紧急避险。
地震发生后，四川省人民政府启动省级地震三级应急响应，并设立集中安置点，调运帐篷、棉被、食品、饮用水等救灾物资。同时安排卫生防疫力量，加强食品和饮用水卫生监测。截至6月17日，累计转移群众85204人。